# Lepersonnita-(Nd)
La lepersonnita-(Nd) és un mineral de la classe dels carbonats.

## Característiques
La lepersonnita-(Nd) és un carbonat de fórmula química Nd₄(UO₂)24(SiO₄)₄(CO₃)₈(OH)28·48H₂O. Va ser aprovada com a espècie vàlida per l'Associació Mineralògica Internacional l'any 2021, i encara resta pendent de publicació. Cristal·litza en el sistema ortoròmbic.
Les mostres que van servir per a determinar l'espècie, el que es coneix com a material tipus, es troben conservades al Musée d'Histoire Naturelle de Luxemburg, amb el número d'espècimen: wpv020, i al Museu Reial de l'Àfrica Central, situat a Tervuren (Bèlgica), amb el número d'exemplar: rgm11529.1.

## Formació i jaciments
Va ser descoberta al mont Swambo, situat al districte de Kambove (Província d'Alt Katanga, República Democràtica del Congo), seny aquest lloc l'únic indret de tot el planeta on ha estat descrita aquesta espècie mineral.